# Trung đoàn Không quân 917, Quân đội nhân dân Việt Nam
Trung đoàn Không quân 917 (các tên gọi khác: Đoàn C17, Đoàn Không quân Đồng Tháp) là một đơn vị trực thăng quân sự, thuộc Sư đoàn Không quân 370 (Đoàn Không quân B70), quân chủng Phòng không-Không quân Quân đội nhân dân Việt Nam.

## Thành tích
Hai lần được tuyên dương danh hiệu Anh hùng Lực lượng vũ trang nhân dân cho tập thể đơn vị vào ngày 28 tháng 8 năm 1981 và ngày 30 tháng 8 năm 1989; tập thể Phi đội trực thăng Mi-8 được tuyên dương danh hiệu Anh hùng Lực lượng vũ trang nhân dân vào ngày 30 tháng 8 năm 1985; Cá nhân phi công Nguyễn Đình Khoa được tuyên dương danh hiệu Anh hùng Lực lượng vũ trang nhân dân vào tháng 12 năm 1979. Huân chương Quân Công hạng nhất. Huân chương Quân Công hạng ba. Huân chương Độc Lập hạng nhất. Huân chương Chiến Công hạng nhất. Huân chương Chiến Công hạng nhì. Huân chương Chiến Công hạng ba. Huân chương Ăng-co.

## Quá trình hình thành và phát triển
Sau ngày thống nhất đất nước, Không quân Nhân dân Việt Nam cần phát triển cả về chất lượng và số lượng để đáp ứng nhiệm vụ bảo vệ Tổ quốc. Trong biên chế lực lượng Không quân, Bộ Quốc phòng chủ trương giữ nguyên Sư đoàn Không quân 371 làm nhiệm vụ bảo vệ miền Bắc. Để bảo vệ vùng trời, vùng biển phía Nam, ngày 21 tháng 5 năm 1975, Bộ Quốc phòng đã quyết định thành lập bốn trung đoàn không quân: 917, 918, 935 và 937. Trung đoàn Không quân 917 được thành lập theo Quyết định số 78/QP-QĐ ngày 21 tháng 5 năm 1975 của Bộ Quốc phòng .
Thời gian này, Trung đoàn Không quân 917 đóng quân tại sân bay Tân Sơn Nhất (khu vực DAO của Hoa Kỳ), sử dụng các máy bay, trực thăng chiến lợi phẩm, như: L-19, U-17, UH-1, CH-47. Về mặt biên chế, Trung đoàn Không quân 917 và Trung đoàn Không quân 918 trực thuộc Lữ đoàn Không quân 919, Trung đoàn Không quân 935 và Trung đoàn Không quân 937 trực thuộc Sư đoàn Không quân 371
Về sau Trung Đoàn chuyển về Phường Trà An, Bình Thủy, Cần Thơ gần Cảng hàng không quốc tế Cần Thơ

## Quá trình chiến đấu và các trận đánh tiêu biểu
Trong cuộc chiến tranh bảo vệ Tổ quốc trên biên giới Tây Nam, tham gia chiến dịch phản công biên giới Tây Nam và hoạt động chi viện ở chiến trường Cam-pu-chia chống quân Khơme Đỏ, Trung đoàn Không quân 917 đã tham gia chiến đấu 253 trận, với 758 lượt xuất kích và 1.286 giờ bay; trực tiếp yểm trợ đơn vị bạn với 317 lượt xuất kích và 325 giờ bay; tham gia vận tải, vận chuyển bộ đội, vũ khí, thuốc men, lương thực với 25.804 lượt và 20.207 giờ bay.